# Urich
Urich – miasto w Stanach Zjednoczonych, w stanie Missouri, w hrabstwie Henry.